# Гибралтар-Рейндж
Национальный парк Гибралтар-Рейндж (англ. Gibraltar Range National Park) — национальный парк на северо-востоке Нового Южного Уэльса, расположенный в 79 км к северо-востоку от Глен-Иннес и в 493 км к северу от столицы штата Сиднея. Площадь парка составляет 253 км². Парк является частью района Уошпул и Гибралтарского хребта, включенного в список Всемирного наследия «Дождевые леса восточного побережья Австралии», внесённых в список в 1986 году и добавленных в Список национального наследия Австралии в 2007 году.

## Птицы
Парк является частью Ключевой орнитологической территории Гибралтарский хребет площадью 366 км², определенной BirdLife International как таковая, поскольку это блок высокогорного леса, который поддерживает одну из пяти оставшихся популяций уязвимой зелёной птицы-кошки, а также значительные популяции иглохвостой чаучиллы, щитоносной райской птиц и большеголовой бледнолицей мухоловки.

## Галерея
- Национальный парк Гибралтар-Рейндж